# بازبهنجارسازی
در نظریه میدان‌های کوانتومی، مکانیک آماری میدان‌ها و نظریهٔ ساختارهای هندسی خودمتشابه، بازبهنجارسازی (به انگلیسی: renormalization) به هر روشی از مجموعه روش‌های برخورد کردن با تکینگی‌هایی گفته می‌شود که درمحاسبهٔ کمیت‌ها با آن‌ها مواجه می‌شویم.
این روش نخستین بار در الکترودینامیک کوانتومی برای یافتن مفهوم انتگرال‌های واگرا در نظریه اغتشاش به‌کار گرفته شد.